# Piolho e pulga
Piolho e pulga (em alemão: Läuschen und Flöhchen) ou O piolho e a pulga é um conto de fadas alemão compilado pelos Irmãos Grimm. É o conto número 30 (KHM 30). É do tipo "acumulativo", com uma estrutura que se repete, onde novos elementos vão se juntando à sequência.

## Origem
A história foi publicada pelos Irmãos Grimm na segunda edição de Kinder- und Hausmärchen in 1819. Sua fonte foi a contadora de histórias alemã Dorothea Viehmann, da aldeia de Niederzwehren perto de Kassel.

## História
Um piolho e uma pulga resolvem morar juntos. Um dia o piolho se queima, e a pulga começa a gritar. A porta pergunta por que está gritando, e a pulga responde: "Porque o piolho se queimou." 
A estrutura se repete: acontece alguma coisa, alguém faz uma pergunta e recebe uma resposta. As respostas vão se acumulando até culminarem na seguinte sequência completa:
"O piolho se queimou,

A pulguinha está chorando,

A porta está rangendo de dor.

A vassoura está varrendo.

O carrinho de mão está correndo.

O monte de cinzas está queimando.

E a pequena árvore está sacudindo."
No final, todos os personagens se afogam na água da fonte que encheu o jarro da menina que viu a árvore se sacudindo."